# Porta all'Arco

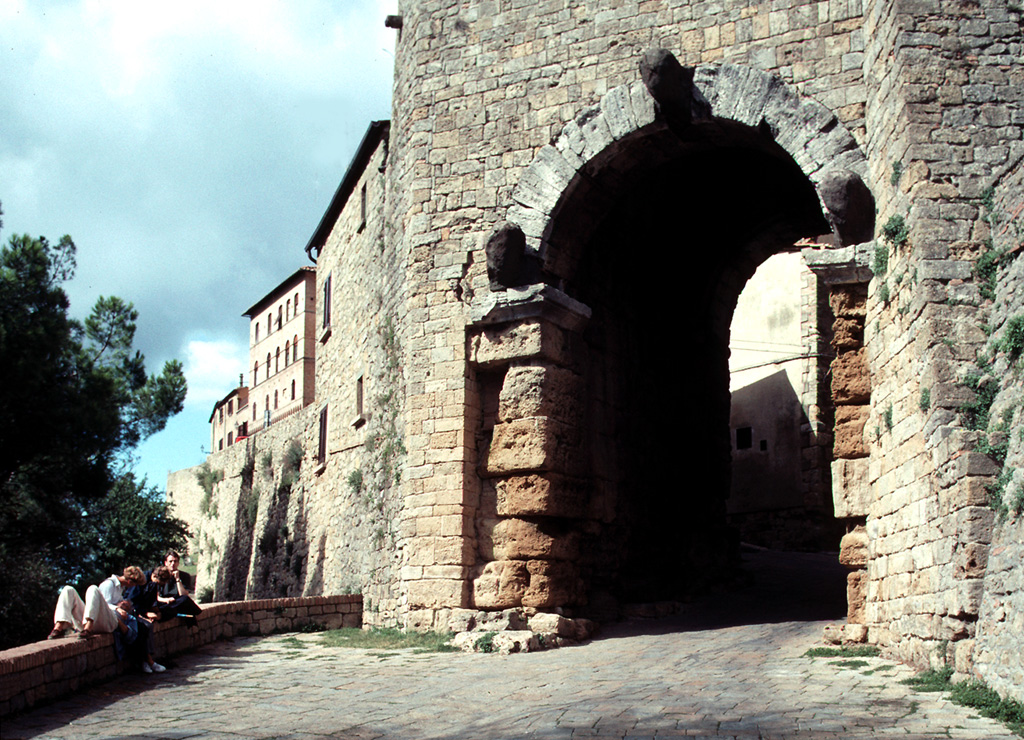
La Porta dell'Arco en Volterra.

La Porta dell'Arco (o all'Arco) de Volterra, que data aproximadamente de los siglos III-II a. C., forma parte del recinto amurallado de la ciudad, edificada originariamente por los etruscos y luego modificada sucesivamente en la Edad Media cuando la ciudad se hace comuna libre.
La Porta se ha resentido menos, respecto a construcciones similares en otras ciudades, a la dominación romana y de hecho presenta aún hoy el aspecto imponente típico de las puertas ciudadanas etruscas.

## Estructura
La puerta está realizada con grandes bloques de toba colocada en seco. Como particulares destacados, al exterior se marcan los tres elementos principales del arco (la clave y los dos planos de imposta) por medio de tres cabezas tallados en la roca, representando a Júpiter (Tinia para los etruscos) y los dos Dioscuros, Cástor y Pólux o Uni y Menerva, divinidades protectoras, dispuestas según modelos orientales sobre las murallas de las ciudades las cabezas cortadas de comandantes enemigos, como una tácita advertencia contra cualquier presencia hostil.